# Sar Takhtgāh
Sar Takhtgāh (persiska: سر تختگاه, Sartakhtgāh) är en ort i Iran.   Den ligger i provinsen Kermanshah, i den västra delen av landet, 500 km väster om huvudstaden Teheran. Sar Takhtgāh ligger 1 514 meter över havet och antalet invånare är 195.
Terrängen runt Sar Takhtgāh är huvudsakligen kuperad, men den allra närmaste omgivningen är platt.Runt Sar Takhtgāh är det ganska tätbefolkat, med 60 invånare per kvadratkilometer. Närmaste större samhälle är Kūzarān-e Sanjābī, 10,7 km öster om Sar Takhtgāh. Trakten runt Sar Takhtgāh består i huvudsak av gräsmarker.